# Juegos Mediterráneos de 1979
Los VIII Juegos Mediterráneos se celebraron en Split (Yugoslavia, actual Croacia), del 15 al 29 de septiembre de 1979, bajo la denominación Split 1979. Supusieron un enorme crecimiento en todos los sentidos, tanto en relación con las cifras como en la implantación de la competición. Hasta 2500 deportistas provenientes de 14 países tomaron parte en una competición en la que el número de deportes dio el gran salto hasta la cifra de 25. Pero acaso la gran novedad fue la distribución de las modalidades en ocho ciudades diferentes. El país anfitrión fue el vencedor en el medallero, seguido por Francia e Italia, volviendo a ocupar España el cuarto lugar.
El total de competiciones fue de 192.

## Medallero
| Núm. | País       | Oro | Plata | Bronce | Total |
| ---- | ---------- | --- | ----- | ------ | ----- |
| 1    | Yugoslavia | 56  | 38    | 33     | 127   |
| 2    | Francia    | 55  | 41    | 33     | 129   |
| 3    | Italia     | 49  | 63    | 47     | 159   |
| 4    | España     | 16  | 20    | 32     | 68    |
| 5    | Grecia     | 7   | 10    | 13     | 30    |
| 6    | Turquía    | 5   | 5     | 14     | 24    |
| 7    | Egipto     | 3   | 9     | 10     | 22    |
| 8    | Argelia    | 1   | 5     | 10     | 16    |
| 9    | Túnez      | 1   | 2     | 9      | 12    |
| 10   | Líbano     | 1   | 1     | 0      | 2     |
| 11   | Siria      | 1   | 0     | 0      | 1     |
| 12   | Marruecos  | 0   | 2     | 3      | 5     |

| Predecesor: Argel 1975 | IX Juegos Mediterráneos 1979 | Sucesor: Casablanca 1983 |

- Datos: Q402437